# Кшижка
Кшижка (пол. Krzyżka) — село в Польщі, у гміні Сухеднюв Скаржиського повіту Свентокшиського воєводства.
Населення — 146 осіб (2011).
У 1975-1998 роках село належало до Келецького воєводства.

## Демографія
Демографічна структура на день 31 березня 2011 року:
|          | Загалом | Допрацездатний вік | Працездатний вік | Постпрацездатний вік |
| -------- | ------- | ------------------ | ---------------- | -------------------- |
| Чоловіки | 66      | 14                 | 45               | 7                    |
| Жінки    | 80      | 18                 | 35               | 27                   |
| Разом    | 146     | 32                 | 80               | 34                   |